# Powerwolf
A Powerwolf egy német származású power metal zenekar, melyet a Red Aim stoner rock együttes tagjai alapítottak, 2003-ban. A zenekar a sötét, keresztény témáiról nevezetes, mind zeneileg, mind zeneszövegileg.

## Története
A Powerwolfot a Red Aim nevű együttes tagjai alapították 2003-ban. Karsten Brill 1999-ben váltotta a Red Aim előző frontemberét. Brill csatlakozásával egyre inkább a heavy metal és a punk rock irányzatok felé kezdett el húzni az addig stoner és raga rockot játszó együttes, így logikusabb döntésnek bizonyult egy új együttes alapítása, ennek a gondolatnak eredményeképp született meg a Powerwolf. Előző együttesükhöz hasonlóan a tagok itt is egy-egy "alteregót" formáznak meg, illetve kitaláltak egy fiktív történetet az együttes megalakulásáról. A történet szerint Matthew és Charles Greywolf több éve játszottak együtt, mikor úgy döntöttek, hogy megalapítják a Powerwolfot. Később csatlakozott hozzájuk Stéfane Funèbre dobos, valamint Falk Maria Schlegel billentyűs, azonban megfelelő énekest nem találtak. Időközben elkezdtek dalszövegeket írni, egy Romániában töltött nyaralás alatt pedig találkoztak Attila Dornnal egy segesvári kocsmában, aki a bukaresti zeneakadémián tanult klasszikus operát. Dorn csatlakozott az együtteshez, valamint a román vérfarkas-legendák iránti rajongásának köszönhetően az első album témáját is megalkotta. Természetesen ez a történet csak kitaláció, hiszen a Powerwolfot alapító öt zenész alkotta a Red Aim együttes utolsó felállását 2002-től annak 2006-os feloszlásáig.
A zenekar első albuma, a Return in Bloodred, 2005-ben jelent meg, majd 2007-ben második albumuk, a Lupus Dei, amely egy koncepcióalbum, főszereplője egy farkas, a története a vérszomjától való megvilágosodásig tart.
A harmadik albumuk a Bible of the Beast, 2009 áprilisában jelent meg. A negyedik stúdióalbumuk, a Blood Of The Saints 2011. július 29-én jelent meg Európában. 
A 2013-as Preachers Of The Night albumuk a német eladási listák első helyére tornászta fel magát, ebből a szempontból a legsikeresebb lemeze az együttesnek.  Ez volt az első albumuk, melyet a Napalm Records adott ki. 
2015-ben kiadták 6. albumukat, melyet Blessed and Possessed névre kereszteltek, majd 2 évre rá, 2018-ban kiadták 7. albumukat a The Sacrament Of Sin-t. 
2020-ban kiadtak egy válogatásalbumot Best of the Blessed címen, melyhez több dalt is újra felvettek. Egy évre rá adták ki legújabb albumukat, a Call of the Wild-ot. 
2021-ben kiadásra került a 8. albumuk Call Of The Wild névvel.
2022. július 8-án jelent meg a The Monumental Mass: a Cinematic Metal Event címre keresztelt albumuk, mely több, az előzőleg megjelent albumokon szereplő zeneszámot dolgoz fel egy sokkal teresebb, kiterjedtebb hangzásvilággal.
2023. április 7-én jelent meg legújabb albumuk, az Interludium. Ezen (néhány korábban kiadott kislemezen felül) hallható néhány olyan szám is, melyek csak a limitált kiadású régebbi albumokon voltak hallhatóak (pl. Living on a Nightmare - 2011, Blood of the Saints). Az albumbemutató turné keretében itthon is felléptek június 4-én a csepeli Barba Negrában, előzenekarként lép fel többek közt a Dynazty is.
2024. októberében az MVM Dome-ban léptek fel a "Wolfsnächte" turné keretein belül.

## Tagok
- Attila Dorn (Karsten Bill) – ének
- Matthew Greywolf (Benjamin Buss)– gitár
- Charles Greywolf (David Vogt) – basszusgitár, gitár
- Roel van Helden – dobok
- Falk Maria Schlegel (Christian Jost) – orgona, billentyű

## Diszkográfia
- Return in Bloodred (2005)
- Lupus Dei (2007)
- Bible of the Beast (2009)
- Blood of the Saints (2011)
- Preachers of the Night (2013)
- Blessed & Possessed (2015)
- The Sacrament of Sin (2018)
- Call of The Wild (2021)
- Interludium (2023)
- Wake Up The Wicked (2024)